# Pisaster brevispinus
Pisaster brevispinus is een zeester uit de familie Asteriidae.
De wetenschappelijke naam van de soort werd in 1857 gepubliceerd door William Stimpson.